# Christo e Jeanne-Claude
Christo, nascido Christo Vladimirov Javacheff (em búlgaro: Христо Владимиров Явашев, Gabrovo, 13 de junho de 1935 – Nova Iorque, 31 de maio de 2020), e Jeanne-Claude, nascida Jeanne-Claude Denat de Guillebon (Casablanca, 13 de junho de 1935 - Nova Iorque, 19 de novembro de 2009) foram um casal de artistas.
O casal ficou conhecido pelas instalações de arte ambiental, entre outros, pelo seu trabalho no Reichstag, o Parlamento alemão, em Berlim e na Pont Neuf, ponte em Paris, e em 2005 The Gates no Central Park de Nova Iorque.
Jeanne-Claude nasceu em 13 de junho de 1935 como Jeanne-Claude Denat de Guillebon, em Casablanca, no Marrocos. Ela descendia de uma família de oficiais franceses. Seu marido, Christo, nasceu no mesmo dia na Bulgária. Ambos viveram juntos 51 anos.
Christo começou sua formação profissional como assistente de voo, antes de encontrar seu caminho na arte. Em 1956, fugiu de seu país em um trem de mercadorias, deixando para trás o regime comunista e o realismo soviético da Faculdade de Belas Artes de Sofia. Foi primeiramente para Praga e depois para Viena e Genebra. Jeanne-Claude conheceu Christo em 1958 em Paris, depois de encomendar ao artista um quadro da mãe dela. Em maio de 1960, nasceu o filho do casal, Cyril, e dois anos mais tarde Christo e Jeannne-Claude se casaram. Em 1964, a família se mudou para os Estados Unidos.
Pouco antes dos primeiros encontros, Christo havia "embrulhado" seu primeiro pote de tinta, envolvendo-o com resina e tela de linho. Em seguida, amarrou-o e tratou-o com cola, areia e tinta de automóvel. A partir daí, começou a se dedicar cada vez mais a esta forma de trabalho.
A partir de 1994, o casal usava oficialmente os dois nomes juntos, com direitos iguais para as suas obras. Patrocinadores e contribuições de fundos públicos foram negados por ambos os artistas, que financiaram sua arte só com a venda dos esboços.
Jeanne-Claude faleceu em 2009 devido a um aneurisma cerebral. Christo faleceu em Nova Iorque em 31 de maio de 2020, de causas naturais.

## Galeria
Obras destacadas
- Valley Curtain (1972)
- The Pont Neuf Wrapped (1985)
- The Umbrellas (1991)
- Wrapped Reichstag (1995)
- The Gates (2005)
- The Floating Piers (2016)
- The Mastaba (2018)